# Свеннсен, Каспер
Каспер Свеннсен (дат. Kasper Svendsen, род. 21 апреля 1993) — датский профессиональный велогонщик, чемпион Дании по маунтинбайку в кросс-кантри марафоне (XCM, 2017).

## Карьера
Каспер Свеннсен начал участвовать в соревнованиях по маунтинбайку в 2013 году, когда он занял 5-е место на чемпионате Дании в дисциплине олимпийский кросс-кантри (XCO) в категории U23. В последующие годы он активно участвовал в национальных соревнованиях, включая серию гонок SRAMLiga и чемпионаты Дании. В 2017 году он стал чемпионом Дании в дисциплине кросс-кантри марафон (XCM). Последняя зарегистрированная гонка Свеннсена датируется 2018 годом, когда он занял 4-е место на чемпионате Дании по XCM.
Свеннсен выступал за датскую команду Team Rold Skov Elite, которая поддерживала его на протяжении карьеры.

## Достижения

### Маунтинбайк
2013
5-й на Чемпионате Дании, XCO
2015
SRAMLiga:
2-й в Варде
8-й в Виборге
2016
SRAMLiga:
9-й в Вайле
3-й в Варде
8-й в Нестведе
8-й в Хаммеле
2017
 Чемпионат Дании, XCM
SRAMLiga:
5-й в Варде
2018
4-й на Чемпионате Дании, XCM

## Личная жизнь
Каспер Свеннсен — старший брат Кристиана Свеннсена, также занимающегося маунтинбайком.